# Vishesh Bansal
Vishesh Bansal (Mumbai, India; 3 de octubre de 2004) es un actor infantil de televisión indio.
Ha actuado en varios shows, incluyendo la serie mitológica de 2011 de la Triangle Film Company Devon Ke Dev...Mahadev como Grihpati en Life OK, también conocido por interpretar un papel en la serie de drama romántico de 4 Lions Films Iss Pyaar Ko Kya Naam Doon? como Aarav Singh Raizada, el hijo adoptivo de Arnav y Khushi en Star Plus, la primera temporada de la serie dramática Na Bole Tum Na Maine Kuch Kaha como Aditya Vyas, y la serie de romance y drama de 2013 Beintehaa como Zayed Zain Abdullah, el hijo de Zain y Aliya en Colors TV.
Más tarde dio una audición y seleccionó para jugar el papel principal en la serie mitológica Buddha. Interpretó junto a un elenco conjunto, incluyendo Sameer Dharmadhikari, Nigaar Khan, Kabir Bedi, Gungun Uprari, interpretó el papel del joven rey Siddharth/ Buddha. La historia de la serie se basa en la vida de Buda Gautama. La serie fue producida por B.K. Modi y se emitió en Zee TV desde julio de 2013.
Bansal también apareció en una película de Bollywood Bombay Talkies lanzado en 2013, en una historia «Sheila Ki Jawani». Dirigido por Zoya Akhtar, se trata de un joven que deseaba convertirse en policía en el futuro.
A finales de junio de 2015, Bansal fue seleccionado para protagonizar la serie de drama mitológica de Swastik Pictures Suryaputra Karn, en la que fue elegido junto a Mouli Ganguly y Anand Suryavanshi, actuó en el papel principal de un muy joven Karna. La serie se basa en el viaje del guerrero Karna, uno de los personajes centrales del Mahabharata. La serie fue creada y producida por Siddharth Kumar Tewary y se transmitió por Sony Entertainment Television desde el 29 de junio de 2015. Más tarde, fue reemplazado por Vasant Bhatt después de diez años de salto en la serie el 18 de agosto de 2015.

## Televisión
| Título                         | Año(s)  | Personaje              | Notas                     |
| ------------------------------ | ------- | ---------------------- | ------------------------- |
| Na Bole Tum Na Maine Kuch Kaha | 2012    | Aditya "Addu" Vyas     | Debut                     |
| Iss Pyaar Ko Kya Naam Doon?    | 2012    | Aarav Singh Raizada    | el hijo de Arnav y Khushi |
| Devon Ke Dev...Mahadev         | 2012-13 | Grihpati               |                           |
| Hongey Judaa Na Hum            | 2013    | Chintu Rajiv Mishra    | Rol recurrente            |
| Buddha                         | 2013    | Siddharth/Buda Gautama | Rol principal             |
| Beintehaa                      | 2014    | Zayed Zain Abdullah    | el hijo de Aliya y Zayn   |
| Suryaputra Karn                | 2015    | Joven Karna            | Rol principal             |
| Kuch Rang Pyar Ke Aise Bhi     | 2016-17 | Joven Devrath Dixit    | Rol principal             |

## Series web
| Título          | Año(s) | Personaje | Notas     |
| --------------- | ------ | --------- | --------- |
| Yeh Meri Family | 2018   | Harshu    | Principal |

## Cine
| Título         | Año  | Papel                           | Notas |
| -------------- | ---- | ------------------------------- | ----- |
| Bombay Talkies | 2013 | Personaje en "Sheila Ki Jawani" |       |
| Madaari        | 2016 | Rohan Goswami                   |       |

## Premios y nominaciones
| Año  | Evento                           | Categoría                                        | Trabajo nominado | Resultado | Ref.  |
| ---- | -------------------------------- | ------------------------------------------------ | ---------------- | --------- | ----- |
| 2014 | Indian Television Academy Awards | Most Promising Child Star - Male (Desh Ka Ladla) | Buddha           |           | [ 1 ] |
| 2014 | Indian Telly Awards              | Best Child Actor - Male                          | Buddha           |           | [ 2 ] |